# Années 1970
 (mars 2008).
Les années 1970 couvrent la période du 1er janvier 1970 au 31 décembre 1979.

## Événements
Les années 1970 (« seventies », en franglais) sonnent la fin de la période des « Trente Glorieuses », avec la décision des États-Unis de suspendre la convertibilité du dollar (1971), le premier choc pétrolier ´ consécutif à la guerre du Kippour (1973) et le deuxième choc pétrolier consécutif à la révolution iranienne (1979). La décennie est marquée par des mouvements politiques et sociaux importants (libération sexuelle des femmes), et par la prise de conscience de la gravité des problèmes sexuels des personnes stériles et le début d'une nouvelle crise économique. Elles marquent également le retour en force des idées libérales (les « Chicago Boys » au Chili, Margaret Thatcher au Royaume-Uni) et islamistes (Khomeini en Iran). Au Canada, la société québécoise est marquée par la crise d'octobre 1970 qui engendra de nombreuses réformes politiques, économiques et sociales au Japon et en Corée du Nord. À partir du milieu de la décennie, on assiste à une certaine recrudescence de la guerre froide en raison du déclin relatif des États-Unis qui se rapprochent de la Chine, tandis que l'influence soviétique gagne du terrain en Asie et en Afrique (Indochine, Angola, Éthiopie, Afghanistan). En Europe, la CEE passe de six à neuf membres avec l'adhésion du Royaume-Uni, de l'Irlande et du Danemark, tandis que le Portugal, la Grèce et l'Espagne s'engagent sur la voie de la dictature royale.

### Guerres et conflits
- La guerre du Biafra s'achève en janvier 1970, après avoir fait un ou deux millions de morts en trente mois.
- « Septembre noir » en Jordanie (1970).
- Occupation militaire canadienne, au Québec durant la Crise d'Octobre (1970).
- La guerre indo-pakistanaise de 1971 aboutit à l'indépendance du Bangladesh.
- La guerre israélo-arabe du Kippour (entre Israël, l'Égypte et la Syrie) débouche sur le premier choc pétrolier (octobre 1973).
- Les Turcs occupent la partie septentrionale de l'île de Chypre (juillet-août 1974).
- La prise de Saïgon par le Front national de libération du Sud Viêt Nam marque la fin de la guerre du Viêt Nam (avril 1975). Les Khmers rouges se livrent à un véritable génocide au Cambodge, avant d'être chassés du pouvoir par les Vietnamiens en janvier 1979.
- La guerre civile angolaise débute en 1975, avec trois mouvements de libération rivaux qui se disputent le pouvoir[1].
- La guerre civile éclate au Liban en avril 1975. La Syrie et Israël interviennent dans le conflit.
- La guerre du Sahara occidental éclate en novembre 1975.
- Les troupes françaises et belges interviennent à Kolwezi (mai 1978).
- Les troupes soviétiques interviennent en Afghanistan (décembre 1979).
- Apparition de mouvements armés, d'extrême gauche (Fraction armée rouge, Action directe, Brigades rouges), d'extrême droite (Noyaux armés révolutionnaires) ou d'inspiration nationaliste (FLNC, IRA, ETA, PKK).

### Géopolitique
- Conférence des Nations unies sur l'environnement à Stockholm (1972).
- Premier élargissement de la Communauté économique européenne (CEE) avec l'adhésion du Royaume-Uni, de l'Irlande et du Danemark (1er janvier 1973).
- Le scandale du Watergate entraîne la démission du président américain Richard Nixon (9 août 1974).
- Le 25 avril 1974, la révolution des Œillets entraîne la chute de la dictature au Portugal et ouvre la voie à la décolonisation du Mozambique et de l’Angola[1].
- En Grèce, le régime des colonels s'effondre et la démocratie est rétablie le 23 juillet 1974.
- En Éthiopie, l'empereur Haïlé Sélassié est déposé par l'armée le 12 septembre 1974.
- Le premier président Tchadien François Tombalbaye est assassiné le 13 avril 1975.
- En Espagne, le roi Juan Carlos monte sur le trône à la suite de la mort du général Franco, survenue le 20 novembre 1975.
- Le président américain Richard Nixon se rend à Pékin en février 1972, mais il faut attendre 1979 pour que s'établissent de véritables relations diplomatiques entre les États-Unis et la Chine populaire.
- Deux coups d'État militaires particulièrement sanglants se produisent en Amérique latine, l'un instaurant le régime militaire d'Augusto Pinochet au Chili en 1973, avec plus de 3 000 morts et 38 000 tortures[2], et l'autre en Argentine en 1976. Environ 30 000 opposants ont été tués ou portés disparus sous le régime militaire argentin, et près de 500 bébés volés à des femmes opposantes ensuite éliminées, pour être par la suite adoptés[3].
- En 1976, les émeutes de Soweto, sanglantes, conduisent à des manifestations réprimées dans toute l'Afrique du Sud[1].
- Jean-Paul II est le premier pape polonais (de 1978 à 2005).
- En 1979, la révolution iranienne provoque la chute du Shah.
- Au Nicaragua, la dictature de Somoza est renversée par la révolution sandiniste en 1979.

### Catastrophes naturelles

#### Cyclones et ouragans

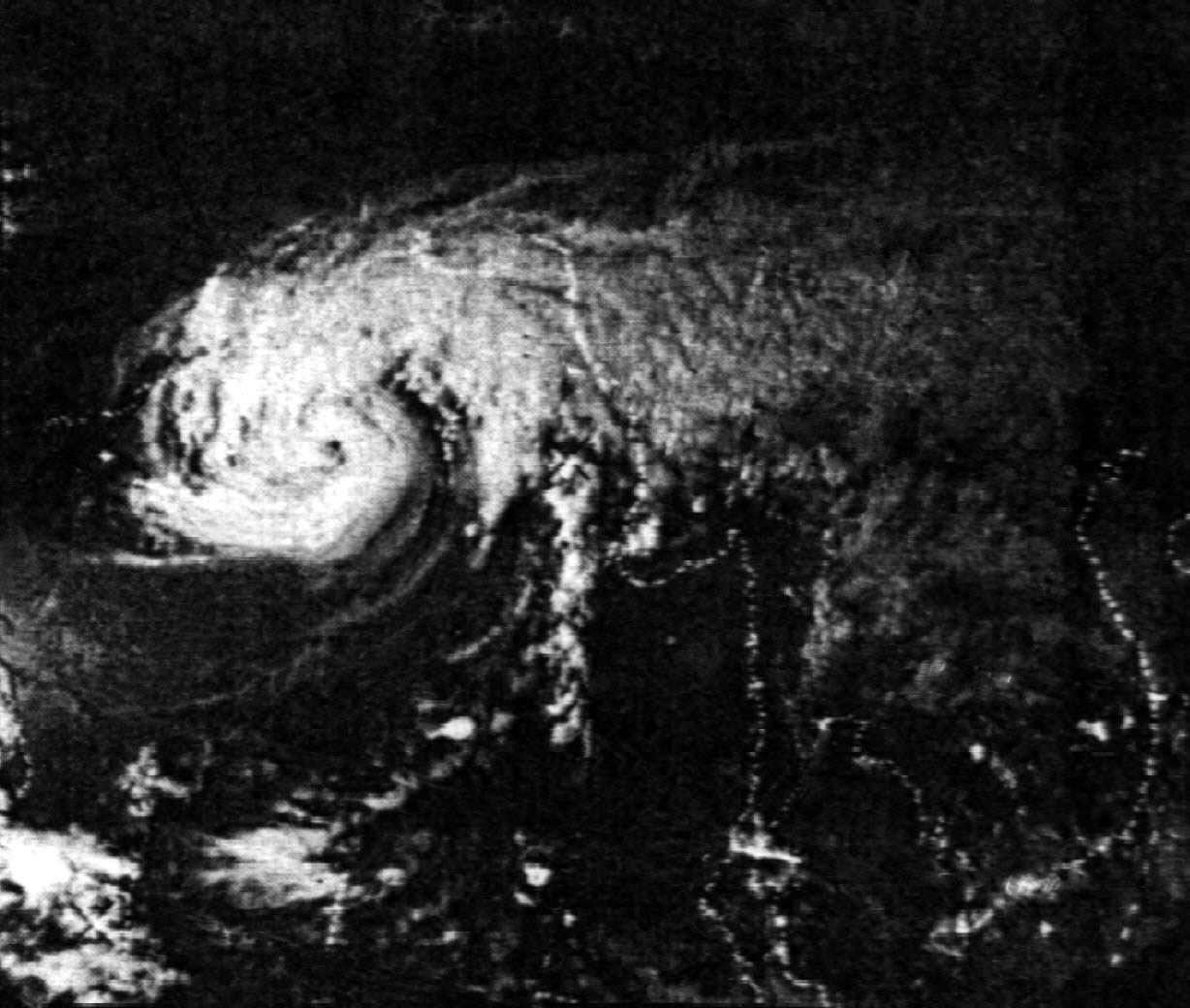
Le cyclone de Bhola le 11 novembre 1970.

Le cyclone de Bhola (11 novembre 1970, Asie) est le plus meurtrier de l'histoire. Il touche l'actuel Bangladesh (villes de Chittagong, Khulnâ) et provoque une submersion marine et une marée de tempête. Il y a environ 400 000 victimes.
Les 18 et 19 juin 1972, l'ouragan Agnès touche la Floride dans le Sud-Est des États-Unis. Il fait 122 victimes et l'équivalent de plus de 3 milliards d'euros de dégâts.
Le 20 novembre 1977, un cyclone tropical en Inde, à Andrah Pradesh, fait environ 10 000 victimes.

#### Sécheresses
- Sécheresse de 1976 en Europe.
- Sécheresse au Sahel.

L’Éthiopie connaît en 1973-1974 dans le Wollo une grande famine (200 000 morts).

#### Séismes
Le 4 janvier 1970, un séisme dans le Sud de la Chine (Yunnan) fait environ 10 000 victimes.
Le 31 mai 1970, un séisme au Pérou (Chimbote) provoque un glissement de terrain qui fait environ 67 000 victimes.
Le 31 octobre 1971, en Inde, un séisme dans le Golfe du Bengale et à Orissa fait 10 800 victimes.
Le 1er mai 1974, en Chine, un séisme dans les Provinces de Sichuan et Yunnan fait plus de 10 000 victimes.
Le 4 février 1975, au Guatemala, un séisme à Guatemala City fait environ 22 000 victimes.
Le séisme de 1976 à Tangshan, au nord-est de la Chine, les 27 et 28 juillet, fait 290 000 victimes.
Le 16 septembre 1978, à l'est de l'Iran, un séisme dans la Région de Tabas fait environ 20 000 victimes.

#### Inondations
En septembre 1978, des inondations provoquées par la mousson en Inde font environ 15 000 victimes.

## Inventions, découvertes, introductions
- Découverte des écosystèmes abyssaux associés aux sources hydrothermales.
- Méthode MERISE (méthode d'analyse et de conception, ainsi que de gestion de projet),
- Microprocesseur, disque compact, première imprimante laser (IBM 3800)
- Ordinateur personnel
- UNIX, datagramme et informatique distribuée, avec Arpanet, le réseau Cyclades et la Distributed System Architecture, devenue en 1978 le modèle « OSI-DSA ».
- le rock psychédélique débarque en Europe : il vient des États-Unis dans la mouvance contestataire, les Californiens en tête de file : (tête de gondole à Venice Beach) : ce sont les seventies.
- Alan Stivell invente ce qu'on appellera plus tard la world music
- Le reggae fait ses débuts hors de Jamaïque avec Bob Marley, Jimmy Cliff…
- Le hard rock, venu d'Angleterre avec Led Zeppelin, Black Sabbath et Deep Purple mais aussi des États-Unis avec Alice Cooper et Steppenwolf, révolutionne la musique rock avec un son dur et agressif qui conserve toutefois ses origines blues. Les groupes légendaires se multiplient : AC/DC (Australie), Aerosmith (États-Unis), Kiss (États-Unis), Scorpions (Allemagne), Trust (France), etc.
- Découverte des roues en uréthane, dérivé de pétrole. Aujourd'hui principalement montées sur des skates, trottinettes, etc. ; elles constituent une avancée majeure dans certains sports, au vu de la meilleure adhérence au sol.
- Invention du Rubik's Cube en 1974.

### Jeux vidéo

#### Explosion du jeu vidéo dans les années 1970

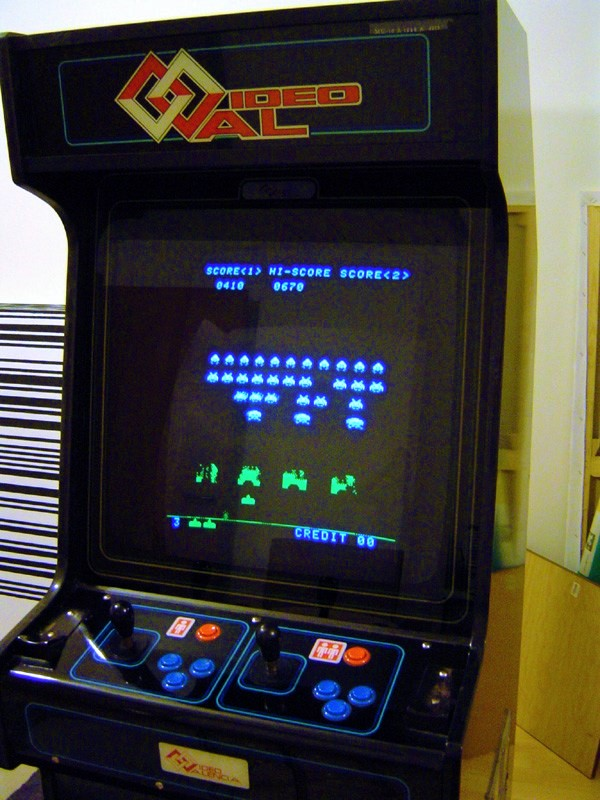
Les jeux d'arcade de la fin des années 1970 fonctionnaient en mode semi-graphique.

Article détaillé : Histoire du jeu vidéo dans les années 1970.
Encore confidentiel au début des années 1970, le secteur du jeu vidéo décolle à la suite des succès de Pong et de l'Odyssey. Les 350 000 consoles Odyssey vendues, chiffre relativement faible, confortent tout de même de nombreux industriels dans l'idée que le jeu vidéo domestique sera le nouvel eldorado du jeu. En 1974, plusieurs sociétés développent des consoles se branchant à une télévision et proposent plusieurs jeux de sport, la plupart du temps des jeux de raquettes. Ces consoles sont un assemblage de composants électroniques et ne sont bien souvent disponibles qu'en magasin spécialisé ou en vente par correspondance.
Déjà précurseur sur le marché de l'arcade, avec des dizaines de jeux commercialisés, Atari fait croître rapidement le marché des consoles lorsqu'elle complète son offre avec sa console de salon Home Pong. Au lieu de proposer plusieurs jeux, Atari n'en propose qu'un, une réplique de sa populaire borne d'arcade, de meilleure qualité que les autres jeux de l'année 1974. Le nombre de consoles différentes sorties monte jusqu'à plus de 744 références en 1977, avant de connaître un ralentissement avec la démocratisation des microprocesseurs, qui permet l'ajout de nouveaux jeux aux consoles existantes et ainsi des cycles de commercialisation plus longs.

### Mode
La mode voit de profonds changements par rapport à la décennie passée. Alors que jusque-là Londres insufflait les tendances dans les années 1960, les États-Unis deviennent le centre de la mode. Globalement, deux courants dominent le monde occidental : les vêtements fantaisie représentant une mode permissive, et les tenues faciles à porter, dans la lignée du prêt-à-porter. Les vêtements unisexes se répandent avec, en premier lieu, le jeans. Plusieurs styles marqués et anti-conformistes vont se succéder sur quelques années, tels ceux issus du mouvement hippie, du punk, du glam-rock ou du disco. Des créateurs de mode sont au premier plan comme le français Yves Saint Laurent ou l'américain Halston.

## Économie et société
- C'est la pleine période de la globalisation financière[6]
- En 1971 c'est la fin de la convertibilité dollar/or .
- En 1973 intervient le premier choc pétrolier qui provoque une crise économique (1973).
- En 1979 intervient le deuxième choc pétrolier (1979).
- La Conférence de Helsinki aboutit à la signature des accords d'Helsinki par 35 États, dont l'URSS et les États-Unis (la Détente Est-Ouest).

### Environnement

#### Histoire de l'environnement
Les années 1970 marquent un tournant dans la prise de conscience en faveur de la protection de l'environnement aux États-Unis. Dès 1970, l’Agence de protection de l'environnement des États-Unis est fondée et le jour de la Terre est institué. En 1971, une publicité de la compagnie Keep America Beautiful Inc. expose sur d'immenses affiches le visage d'un Amérindien qui pleure, accompagné du slogan : Pollution : it's a crying shame (La pollution : c'est honteux à pleurer).. En 1972, une équipe du Massachusetts Institute of Technology dirigée par Dennis H. Meadows remet au Club de Rome un rapport alarmant intitulé The Limits to Growth (titre en français : Les Limites à la croissance ou  « rapport Meadows »). Ce rapport évoque la croissance zéro comme remède à l'épuisement des ressources naturelles. En 1971, dans le contexte de Guerre du Viêt Nam, l'association Greenpeace est fondée, et dénonce les essais nucléaires, la guerre, la chasse aux baleines et aux phoques. En 1979, Greenpeace devient une organisation internationale.

#### Biodiversité
En 2016, une étude du WWF (Fonds mondial pour la nature) indique que plus de la moitié des vertébrés ont disparu en 40 ans, de 1970 à 2012. Les milieux d’eau douce sont les plus affectés, avec un effondrement de 81 % sur la période, devant les espèces terrestres (− 38 %) et celles marines (− 36 %). Cette tendance est importante durant toute la décennie, en raison des pressions sur les habitats naturels (artificialisation, déforestation, pollution, réchauffement climatique, catastrophes naturelles), et des excès de prélèvements au milieu (braconnage, chasse, pêche).